# Японски стоящи камбанки
Японските стоящи камбанки са музикален перкусионен инструмент от групата на металните идиофони.
Имат формата на метални купички с различна височина. Звукът, който те произвеждат, е много специфичен и представлява съвършен консонанс. Подобен е на камертона, с който се настройват музикални инструменти.
Японските стоящи камбанки са част от будистките ритуали а звукът им е емблематичен за всякакъв род медитации, йога упражнения и други.